# Orphnaeus heteropodus
Orphnaeus heteropodus är en mångfotingart som beskrevs av Lawrence 1963. Orphnaeus heteropodus ingår i släktet Orphnaeus och familjen kamjordkrypare.
Artens utbredningsområde är Moçambique. Inga underarter finns listade i Catalogue of Life.